# Union Rempart
Pour les articles homonymes, voir Rempart (homonymie).
L'Union Rempart est une union d'associations de sauvegarde du patrimoine et d'éducation populaire, dont le but est la restauration de monuments. Fondée le 11 juillet 1966 par le Touring club de France, elle a été reconnue comme organisme d'utilité publique en 1982.
Rempart est l'acronyme de Réhabilitation et entretien des monuments et du patrimoine artistique.
Les 200 associations membres de l'Union ont toutes en commun la volonté de restaurer et sauvegarder un élément du patrimoine et de lui redonner vie, agissant en faveur du développement local et de l'aménagement du territoire, en particulier en milieu rural. 
La plupart d'entre elles organisent des chantiers de bénévoles qui permettent à des milliers d'entre eux chaque année de participer à des projets associatifs de sauvegarde et de mise en valeur du patrimoine. Les chantiers REMPART constituent non seulement des lieux de découverte du patrimoine et des techniques de restauration, mais aussi des lieux d'apprentissage de la vie en collectivité et d'exercice de la citoyenneté. REMPART est membre du réseau Cotravaux.
Membre de la Fédération Patrimoine-Environnement, réseau national au service des patrimoines et des paysages, l’Union Rempart est, par ailleurs, membre du « Groupe des 8 ».

## Le patrimoine
Les associations membres de Rempart interviennent sur un patrimoine très varié : chapelles, forts, prieurés, châteaux, moulin, four à chaux, chemin de fer, jardins, forges, terrasses, que ces édifices soient protégés au titre des Monuments historiques ou simples petits patrimoines. Ces éléments peuvent être issus de toutes époques, de la préhistoire à nos jours, sans qu'aucune ne soit particulièrement privilégiée.
L'objectif du mouvement REMPART est à la fois de restaurer le patrimoine mais aussi de faire en sorte que les édifices une fois restaurés soient réutilisés et trouvent une place dans la société contemporaine. Projet de restauration et projet de réutilisation sont indissociables. 

## Fonctionnement
Chaque projet est le fruit d'une collaboration entre d'une part l'association locale membre de Rempart et, d'autre part, des partenaires locaux (population, collectivités, pouvoirs publics). Il prend en compte l'environnement social, économique et culturel de l'édifice concerné, les moyens humains, financiers et techniques dont l'association locale peut disposer, ainsi que les spécificités de l'édifice. Les projets bénéficient du soutien de l'État, des régions, des départements et des collectivités locales, ainsi que de divers partenariats privés, par exemple la Fondation du patrimoine, la Fondation pour les monuments historiques (sous l'égide de la Fondation de France), la Fondation Hermès, la Fondation Total, etc. REMPART est également le diffuseur de la plaque "Monument historique".

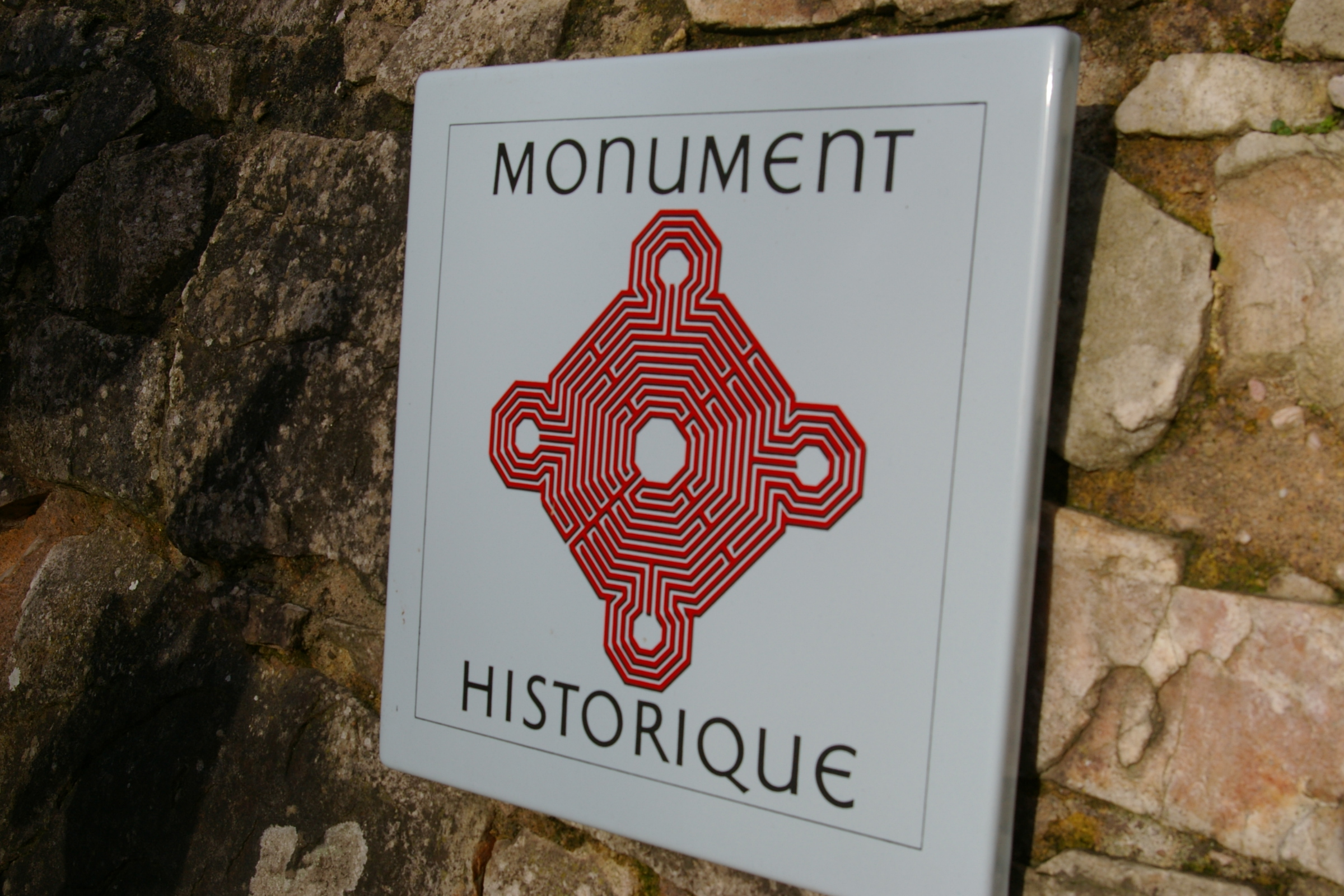

L'objectif est que chacun des sites pris en charge par une association membre soit non seulement sauvegardé ou restauré, mais également réutilisé et animé dans le cadre d'un projet de développement local à long terme : une ruine médiévale devient un lieu de spectacle, une maison rurale, un gîte d'étape, un musée, etc.
Pour faire connaître ses actions, REMPART édite annuellement des catalogues présentant les chantiers de bénévoles et les stages de formation proposés par ses associations membres.
Son congrès annuel se déroule sous l'égide d'associations régionales dans des lieux à chaque fois différents. Par exemple en 2014 dans l'Aveyron, en 2015 dans la Meuse. L'union REMPART fêta en 2016 ses cinquante ans d'existence.

## Partenariats internationaux
Les associations de l'Union Rempart agissent principalement en France, en lien avec les services de l'État, mais elles peuvent parfois aussi mener des actions à l'étranger en collaboration avec des partenaires du pays hôte, en général associatifs, par exemple en Italie, en Espagne ou même en Chine.
En plus des efforts de sauvegarde et de restauration, l'association vise à réutiliser et animer les lieux où elle agit, partant du constat qu'un bâtiment, un site naturel ou archéologique risque de retourner plus vite à l'état antérieur de dégradation si une fonction ne lui est pas trouvée en accord avec les communautés locales.

## Éducation et formation
Si la restauration du patrimoine est un objectif du Mouvement Rempart, elle est également un outil d'éducation et de formation de l'individu, ainsi qu'un vecteur d'insertion sociale voire professionnelle. Le chantier est utilisé comme lieu de prise de responsabilité, l'autonomie de chaque bénévole étant favorisée, et aussi d'apprentissage technique (taille de la pierre, fabrication de vitraux, maçonnerie, etc.), avec une emphase particulière sur la redécouverte et la transmission de techniques anciennes et des savoir-faire locaux (notamment par le biais de stages de formation approfondie).

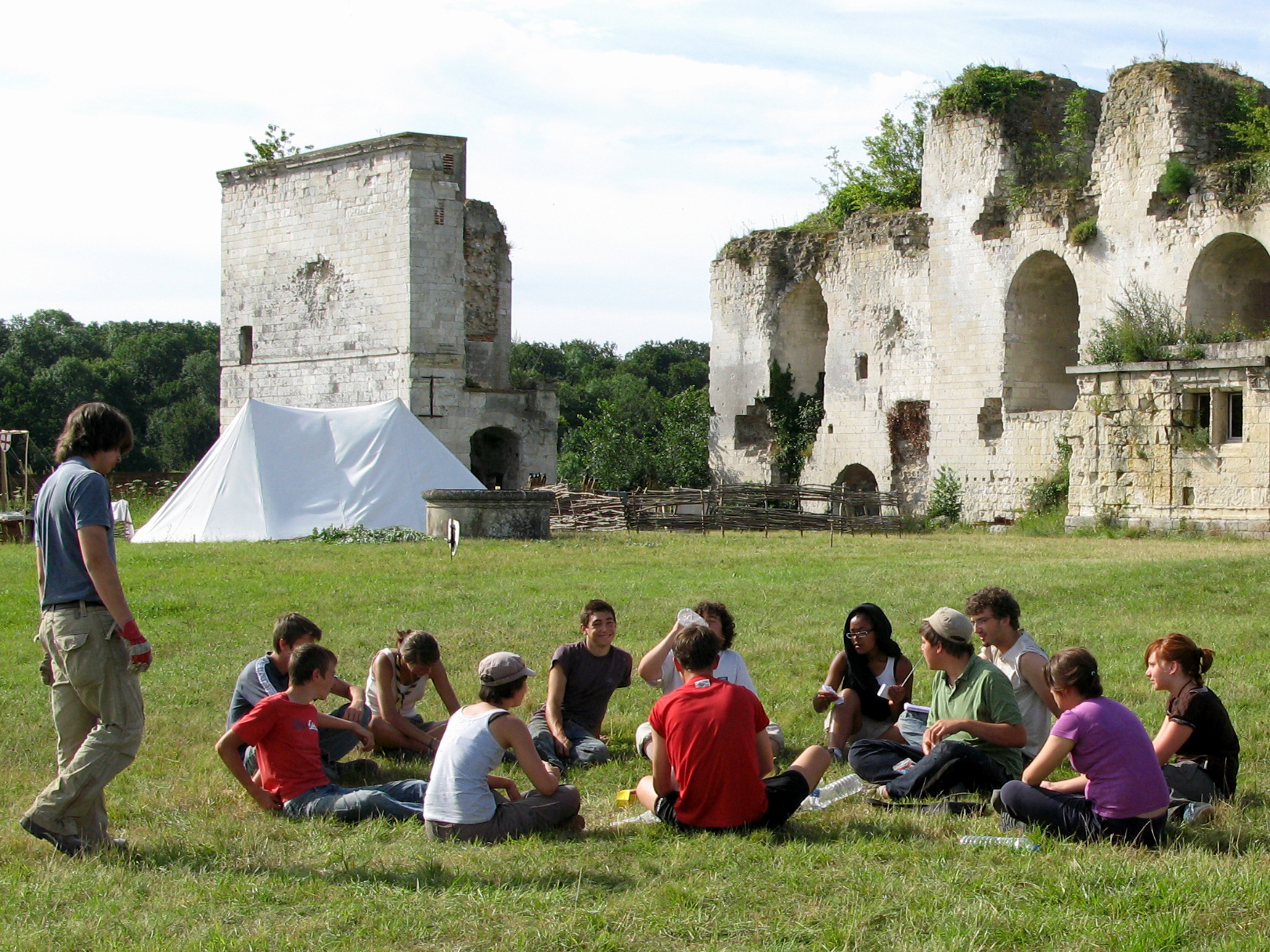
Pause des bénévoles. Château de Picquigny (Somme), juillet 2009

Les associations membres de Rempart réalisent également des travaux d'études, des relevés du bâti, des recherches en archives ou encore des travaux archéologiques pour assurer une sauvegarde et une restauration durables des édifices dont elles ont la charge.
Enfin, de nombreuses autres actions sont menées au sein de l'Union pour contribuer à une meilleure éducation du grand public : organisation de conférences et de spectacles, visites guidées des sites, publication de livres, de brochures, de guides, de travaux de recherche, etc.